# The Bones
The Bones è un singolo della cantautrice statunitense Maren Morris, pubblicato il 20 maggio 2019 come secondo estratto dal quinto album in studio Girl. Il 4 ottobre 2019 è stato messo in commercio un remix con il cantautore irlandese Hozier.
Il brano è stato nominato alla 63ª edizione dei Grammy Award nella categoria Best Country Song.

## Accoglienza
Jason Fontelieu ha elogiato la composizione di The Bones e in una recensione dell'album ha scritto che "nonostante una mediocre sezione centrale, 'Girl' finisce rafforzandosi con 'il brano The Bones'".  Mike Wass di Idolator ha scritto che le armonie nel remix di Hozier "eleva la canzone in un luogo più crudo ed emotivo". Billy Dukes per il magazine Taste of Country ha definito la canzone "un inno soul e pop con un pizzico di country, un mix ben misurato e vincente".
Il brano è stato nominato alla 63ª edizione dei Grammy Award nella categoria Best Country Song. Ha inoltre vinto come miglior canzone e singolo ai CMT Music Award 2020, e ricevuto nomine nelle rispettive categorie del genere country ai Billboard Music Awards, American Music Award e iHeartRadio Music Awards.

## Video musicale
Il video musicale, diretto da Alex Ferrari, è stato reso disponibile il 15 agosto 2019.

## Successo commerciale
Nella settimana del 15 febbraio 2020 The Bones ha raggiunto la prima posizione della Country Airplay, classifica radiofonica statunitense redatta dalla rivista Billboard, diventando la quarta numero uno di Maren Morris e la prima canzone solista di un'artista femminile country ad entrare nella top ten della Radio Songs da You Belong with Me di Taylor Swift. È rimasta in vetta per una seconda settimana consecutiva, divenendo il primo brano femminile a riuscirci da Blown Away di Carrie Underwood nel 2012. Nella settimana datata 14 marzo è arrivata in cima alla Hot Country Songs, regalando alla cantante la sua prima numero uno nella classifica e rendendola la prima donna solista a conseguire questo traguardo da Peter Pan di Kelsea Ballerini del 2016. Ha poi conquistato il record di canzone solista femminile con più settimane al primo posto grazie ad undici, superando così We Are Never Ever Getting Back Together di Swift. Il singolo ha totalizzato diciannove settimane alla prima posizione, venendo detronizzato da I Hope di Gabby Barrett, segnando per la prima volta dal 2011 due numero uno femminili consecutive nella classifica.

## Classifiche

### Classifiche settimanali
| Classifica (2019-20) | Posizione massima |
| -------------------- | ----------------- |
| Canada               | 45                |
| Irlanda              | 63                |
| Islanda              | 26                |
| Stati Uniti          | 12                |

### Classifiche di fine anno
| Classifica (2020) | Posizione |
| ----------------- | --------- |
| Stati Uniti       | 9         |